# Matthias Platzeck

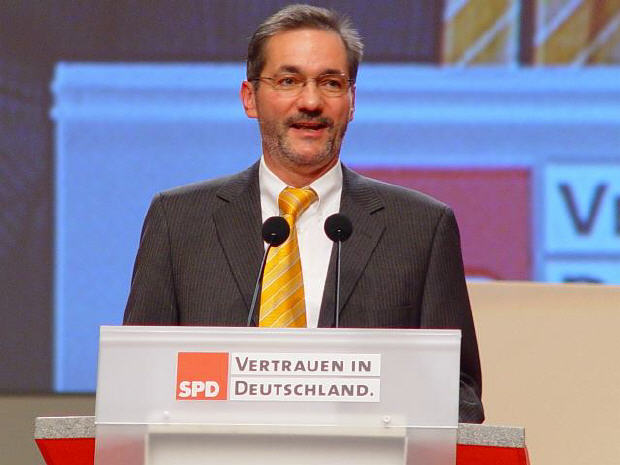
Matthias Platzeck

Matthias Platzeck (n. 29 decembrie 1953 în Potsdam) este un politician german, membru al Partidului Social Democrat al Germaniei.
A fost de la data de 26 iunie 2002 prim-ministru al landului Brandenburg iar de la data de 15 noiembrie 2005 până la 10 aprilie 2006 președintele partidului social democrat SPD.

## Date biografice

### Familia
Matthias Platzeck este fiul unui medic și al unei asistente medicale. Intre anii 1978 - 1984 el este căsătorit cu Ute care era o militantă pentru drepturile cetățenești, cu ea va avea trei fete. Din anul 2005 Platzeck trăiește împreună cu Jeanette Jesorka, iar fetele vor rămâne cu mama lor Ute.

### Cariera
După terminarea școlii politehnicii în in Potsdam, între anii 1960 - 1966, urmează să frecventeze un gimnaziu in Kleinmachnow.
După bacalaureat (1972) va presta serviciul militar în RDG iar din 1974 va începe un studiu la Universitatea Tehnică Technischen Hochschule Ilmenau,  din Ilmenau secția cibernetică pe care o termină în anul 1979 cu diploma de inginer. 
Matthias Platzeck între anii 1979-1980 lucrează în cercetare la institutul Karl-Marx-Stadt din Chemnitz fostul Karl-Marx-Stadt. El urmează să ocupe după un curs de  recalificare o serie de posturi de conducere în domeniul igienei în Bad Freienwalde (Oder), Potsdam și Berlin.
De politică a început să fie preocupat mai mult din anii 1988 / 1989.